# Мемеші
Мемеші́ (рос. Мемеши, чув. Мемеш) — присілок у складі Чебоксарського району Чувашії, Росія. Входить до складу Кшауського сільського поселення.
Населення — 154 особи (2010; 141 у 2002).
Національний склад:
- чуваші — 98 %